# بالما بوكاريلي
بالما بوكاريلي ولدت16 مارس 1910 - توفيت في25 يوليو 1998 كانت مؤرخة فنية إيطالية وأمينة ومديرة، إشتهرت في الغالب بفترة عملها كمديرة لجاليريا ناسيونالي دارتي مودرنا (GNAM) في روما من عام 1942 إلى عام 1975

## روابط خارجية
- مارياستيلا مارغوزي، بالما بوكاريلي: المتحف يأتي في الطليعة (إلكتا 2009).(ردمك 9788837069902)رقم ISBN 9788837069902
- بالما بوكاريلي، Cronache indipendenti: arte a Roma fra 1945 e 1946 (De Luca Editori d'Arte 2010).(ردمك 9788880169659)رقم ISBN 9788880169659
- راشيل فيراريو، ريجينا دي كوادري: الحياة والعاطفة دي بالما بوكاريلي (موندوري 2010).(ردمك 9788804595496)رقم ISBN 9788804595496
- لورنزو كانتاتوري، إدواردو ساسي، بالما بوكاريلي: صور حياة (بالومبي 2011).(ردمك 9788860603647)رقم ISBN 9788860603647
- صوفي غيرميس، بوكاريلي-روما (Les éditions du Littéraire، 2018).(ردمك 9782919318506)رقم ISBN 9782919318506